# Siergiej Kariakin (pięcioboista nowoczesny)
Siergiej Kariakin, ros. Сергей Карякин (ur. 5 stycznia 1988) – rosyjski pięcioboista nowoczesny, dwukrotny mistrz świata, trzykrotny mistrz Europy.
Życiowy sukces odniósł w 2010 roku w Chengdu, zdobywając indywidualne mistrzostwo świata.